# Tamás Sulyok
Tamás Sulyok (Kiskunfélegyháza, 24 de marzo de 1956) es un abogado y jurista húngaro, que se desempeña como presidente de Hungría desde el 5 de marzo de 2024. Previamente ejerció como presidente del Tribunal Constitucional desde abril de 2016 hasta marzo de 2024. Fue el candidato del Fidesz-KDNP para las elecciones presidenciales de 2024.